# Negoto
A Negoto (ねごと, ’Alvabeszélés’) japán pop-rock együttes, amelyet 2006-ban alapított Aojama Szacsiko énekes, Maszuda Mizuki gitáros és Szavamura Szajako dobos Csiba prefektúrában. A zenekar 2019. július 20-án feloszlott.

## Az együttes története

### 2006–10: Alapítás és kezdetek
Az Negoto elődjének számító együttest 2006 nyarán alapította Aojama Szacsiko énekes, Maszuda Mizuki gitáros és Szavamura Szajako dobos. 2007 augusztusában Maszuda kilépett a zenekarból, amivel az együttes is megszűnt. Két hónappal később, október 7-én újra összeállt a zenekar, azonban ezúttal Maszuda gyermekkori barátnőjével, Fudzsiszaki Jú basszusgitárossal kiegészülve. Az együttest feldolgozás zenekarként indították újra, nem tervezték, hogy saját dalokat fognak írni. A zenekarnak mindenképpen egy könnyen megjegyezhető, három hiragana-karakteres nevet akartak adni, a Negotón (ねごと, ’Alvabeszélés’) kívüli lehetséges jelöltek között volt a Kemusi (けむし, ’Hernyó’) és a Jodare (けむし, ’Nyál’) is.
Az együttes 2008. január 4-én adta első koncertjét. 2008 augusztusában részt vettek a Sony Music, az au és a Tokyo FM School of Lock! című rádiósműsorának Szenkó Riot elnevezésű középiskolai előadóknak rendezett zeneversenyén. A vetélkedőn három saját szerzeményű dalt adtak elő, amivel elnyerték a zsűri különdíját. A versenyre azért neveztek be, hogy emlékezetessé tegyék utolsó a középiskolai évüket és nem azért, hogy felfigyeljen rájuk egy kiadó. Első hivatalosan megjelent daluk a Loop (ループ) a 2008. november 26-án megjelent „Szenkó Riot 2008” elnevezésű válogatásalbumra került fel. 2009 áprilisában az együttes összes tagja megkezdte az egyetemet, majd 2009 augusztusában elhatározták, hogy debütálni fognak az együttessel. 2010 februárja és augusztusa között Ógucsi pokan Fes?! (お口ポカーンフェス?!) néven egy koncertsorozatot adtak. 2010. augusztus 1-jén felléphettek a Zepp Tokyo színpadán a Girl Pop Factory 10 rendezvényen a Stereoponyt helyettesítve. 2010 szeptemberében a Space Shower TV televízióadó a hónap „Power Push” előadójának választotta a zenekart.

### 2010–11: Nagykiadós lemezszerződés,Ex Negoto
2010. szeptember 23-án megjelent az együttes bemutatkozó középlemeze Hello! "Z" címmel a Sony Music Ki/oon Music alkiadója jóvoltából. A lemez a 23. helyen mutatkozott be a japán Oricon heti eladási listáján. Október 3-án a Pills Empire, a Mudy on the szakuban és az Avengers in Sci-Fi együttesek társaságában felléptek az On the Ride 1002 rendezvényen a sibujai Club Quattro koncertteremben, melyet október 9-én a Mega Rocks rendezvény követett a Hook Sendai színpadán. 2010. november 12-e és december 2-a között Negoto Hello! "Z" Release: Ógucsi pokan Tour ♯1 (ねごと「Hello! "Z"」release 〜お口ポカーンツアー♯1〜) néven megtartották első önálló koncertsorozatukat. 2010. december 29-én felléptek a Radio Crazy rendezvényen az Intex Osaka színpadán, majd december 31-én a Countdown Japanen a Makuhari Messében.
2011 januárjában fellépetek a Yokohama Arenában az Ontama Carnivalon. 2011. március 2-án megjelent a zenekar első kislemeze Charon címmel. A kiadvány a 11. helyet érte el az Oricon heti eladási listáján. 2011 márciusában Ógucsi pokan!! Taikecu Tour (お口ポカーン!!対決ツアー) név alatt turnéztak, az ötállomásosra tervezett koncertsorozat két fellépést júniusra kellett elhalasztani a tóhokui földrengés és cunami miatt. A természeti katasztrófa miatt az együttes számos koncertet lemondott. Június 22-én újabb kislemezük jelent meg Merci Lou e.p. címmel, amely az Oricon heti eladási listájának 16. helyéig jutott. Július 13-án megjelent az együttes bemutatkozó nagylemeze, az Ex Negoto, amely a japán eladási lista hatodik helyén debütált.

### 2011–13:5
2011. december 18-án a zenekar Sharp című száma a Mobile Suit Gundam AGE animesorozat második nyitófőcím dalaként mutatkozott be. A dal 2012. április 4-én jelent meg kislemezként és az Oricon 10. helyét érte el. 2012. július 27-én felléptek a dél-koreai Jisan Valley Rock Festivalon, ez volt a Negoto első külföldi koncertje. Augusztus 8-án újabb kislemezt jelentettek meg Lightdentity/Re:myend! címmel. November 7-én megjelent az együttes ötödik kislemeze Nameless címmel, melyet december 5-én a Greatwall, majd január 23-án a Tasika no uta követett. 2013. február 2-án megjelent a zenekar második stúdióalbuma 5 címmel. A lemez az Oricon heti eladási listájának 14. helyéig jutott. Március 27-én kiadták a Negoto első videóklip-gyűjteményét Zzz címen.

### 2013–15:Vision
2013. november 13-án megjelent a zenekar nyolcadik kislemeze Synchromanica címmel, melynek névadó dalát a Galilei Donna animesorozat nyitófőcím dalaként használtak. 2014. március 12-én újabb középlemezüket adták ki "Z"oom címmel, melynek Majonaka no Anthem című dala az Ofuku-szan dorama, míg a Kunsó című számát a Simadzsiró to kudzsira no uta film főcímdalaként használtak fel. 2014. szeptember 24-én Ammonite!/Taszogare no Rhapsody címmel megjelent az együttes nyolcadik kislemeze, amit 2015. március 4-én a Vision című stúdióalbum követett.

### 2015–2019:Soak, feloszlás
Negyedik stúdióalbumuk első kislemeze Destiny címmel jelent meg 2015. június 3-án, kiadvány címadó dala a TV Tokyo Gintama° című animesorozatának zárófőcím dalaként is hallható volt.

## Diszkográfia

### Kislemezek
|     | Megjelenés           | Cím                             | Formátum                            | Katalógusszám                                                                                       | Oricon |
| --- | -------------------- | ------------------------------- | ----------------------------------- | --------------------------------------------------------------------------------------------------- | ------ |
| 1.  | 2011. március 2.     | Charon                          | 12 cm CD                            | KSCL-1734                                                                                           | 11     |
| —   | 2011. június 22.     | Merci Lou e.p.                  | 12 cm CD                            | KSCL-1779                                                                                           | 16     |
| 2.  | 2012. április 4.     | Sharp                           | 12 cm CD 12 cm CD                   | KSCL-2000 (normál) KSCL-2001 (korlátozott)                                                          | 10     |
| 3.  | 2012. augusztus 8.   | Lightdentity/Re:myend!          | 12 cm CD+DVD 12 cm CD               | KSCL-2100/1 (korlátozott) KSCL-2102 (normál)                                                        | 35     |
| 4.  | 2012. november 7.    | Nameless                        | 12 cm CD+DVD 12 cm CD               | KSCL-2138/9 (korlátozott) KSCL-2220 (normál)                                                        | 42     |
| 5.  | 2012. december 5.    | Greatwall                       | 12 cm CD+DVD 12 cm CD               | KSCL-2173/4 (korlátozott) KSCL-2221 (normál)                                                        | 38     |
| 6.  | 2013. január 23.     | Tasika na uta                   | 12 cm CD+DVD 12 cm CD               | KSCL-2184/5 (korlátozott) KSCL-2222 (normál)                                                        | 41     |
| 7.  | 2013. november 13.   | Synchromanica                   | 12 cm CD 12 cm CD 12 cm CD 12 cm CD | KSCL-2320 (korlátozott, A) KSCL-2321 (korlátozott, B) KSCL-2322 (korlátozott, C) KSCL-2323 (normál) | 30     |
| 8.  | 2014. szeptember 24. | Ammonite!/Taszogare no Rhapsody | 12 cm CD+DVD 12 cm CD               | KSCL-2473/4 (korlátozott) KSCL-2475 (normál)                                                        | 38     |
| 9.  | 2015. június 3.      | Destiny                         | 12 cm CD+DVD 12 cm CD 12 cm CD      | KSCL-2579/80 (korlátozott) KSCL-2581 (normál) KSCL-2582 (korlátozott)                               | 24     |
| 10. | 2016. november 9.    | Asymmetry e.p.                  | 12 cm CD+DVD 12 cm CD               | KSCL-2792/3 (korlátozott) KSCL-2794 (normál)                                                        | 40     |
| 11. | 2017. június 21.     | Dancer in the Hanabira          | 12 cm CD+DVD 12 cm CD               | KSCL-2936/7 (korlátozott) KSCL-2938 (normál)                                                        | 45     |
| 12. | 2017. augusztus 30.  | Szora mo toberu hazu/All Right  | 12 cm CD+DVD 12 cm CD               | KSCL-2964/5 (korlátozott) KSCL-2966 (normál)                                                        | 42     |

### Középlemezek
|    | Megjelenés           | Cím        | Formátum              | Katalógusszám                                | Oricon |
| -- | -------------------- | ---------- | --------------------- | -------------------------------------------- | ------ |
| 1. | 2010. szeptember 29. | Hello! "Z" | 12 cm CD              | KSCL-1650                                    | 23     |
| 2. | 2014. március 12.    | "Z"oom     | 12 cm CD+DVD 12 cm CD | KSCL-2367/8 (korlátozott) KSCL-2369 (normál) | 28     |

### Stúdióalbumok
|    | Megjelenés         | Cím          | Formátum                | Katalógusszám                                 | Oricon |
| -- | ------------------ | ------------ | ----------------------- | --------------------------------------------- | ------ |
| 1. | 2011. július 13.   | Ex Negoto    | 12 cm CD                | KSCL-1789                                     | 6      |
| 2. | 2013. február 6.   | 5            | 12 cm CD 12 cm CD       | KSCL-2197 (korlátozott) KSCL-2198 (normál)    | 14     |
| 3. | 2015. március 4.   | Vision       | 12 cm CD+DVD 12 cm CD   | KSCL-2546/7 (korlátozott) KSCL-2548 (normál)  | 28     |
| 4. | 2017. február 1.   | Eternal Beat | 12 cm CD+DVD 12 cm CD   | KSCL-2836–9 (korlátozott) KSCL-2839 (normál)  | 23     |
| 5. | 2017. december 13. | Soak         | 2×12 cm CD+DVD 12 cm CD | KSCL-3010/11 (korlátozott) KSCL-3012 (normál) | 47     |

### Válogatásalbumok
|    | Megjelenés        | Cím         | Formátum                             | Katalógusszám                                  | Oricon |
| -- | ----------------- | ----------- | ------------------------------------ | ---------------------------------------------- | ------ |
| 1. | 2019. április 24. | Negoto Best | 2×12 cm CD+BD+2 fotókönyv 2×12 cm CD | KSCL-3153/6 (korlátozott) KSCL-3157/8 (normál) | 34     |

### Koncertfelvételek
|   | Megjelenés           | Cím                                                          | Formátum             | Katalógusszám                                                | Oricon            |
| - | -------------------- | ------------------------------------------------------------ | -------------------- | ------------------------------------------------------------ | ----------------- |
| 1 | 2013. augusztus 7.   | Spark of Flower                                              | 2DVD+bandana DVD     | KSBL-6103/5 (korlátozott) KSBL-6106 (normál)                 | 23                |
| 2 | 2015. szeptember 30. | "Vision" Tour 2015                                           | 2BD+minipárna BD DVD | KSXL-83/85 (korlátozott) KSXL-86 (normál) KSBL-6184 (normál) | 51 (BD) 184 (DVD) |
| 3 | 2017. december 13.   | "Eternal Beat" Tour 2017                                     | BD DVD               | KSXL-250 (normál) KSBL-6294 (normál)                         | 63 (BD) 150 (DVD) |
| 4 | 2019. október 23.    | Okucsi pokkan! Last Tour: Netemo szametemo Negoto dzsa Night | BD BD+2CD            | KSXL-288 (normál) KSXL-284/7 (korlátozott)                   | 17                |

### Videóklipgyűjtemények
|   | Megjelenés        | Cím | Formátum | Katalógusszám | Oricon |
| - | ----------------- | --- | -------- | ------------- | ------ |
| 1 | 2013. március 27. | Zzz | DVD      | KSBL-6030     | 163    |